# Investmenttheorie
Die von Raymond B. Cattell postulierte Investmenttheorie beschreibt, wie sich verschiedene Aspekte der Intelligenz in Abhängigkeit voneinander entwickeln. Gemäß Cattells Intelligenztheorie gliedern sich kognitive Fähigkeiten in fluide (angeborene) und kristalline (erworbene) Anteile. Der Investmenttheorie zufolge kann fluide Intelligenz in den Erwerb von kristalliner Intelligenz „investiert“ werden. Die empirischen Befunde zur Investmenttheorie sind bislang uneinheitlich; jüngere Befunde deuten jedoch darauf hin, dass die Beziehung indirekt über das Lernen vermittelt ist. So konnten Schweizer und Koch (2002) zeigen, dass sich die fluide Intelligenz auf das Lernen auswirkt; der Wirkpfad von Lernen zu kristalliner Intelligenz jedoch konnte nur für jüngere (Alter zwischen 19 und 23 Jahren), nicht für ältere Studierende (24–30 Jahre) nachgewiesen werden. 
Kurze Übersichten zur Investmenttheorie finden sich bei Ferrer und McArdle (2004) und bei Rindermann et al. (2010).